# Collado Hermoso
Collado Hermoso is een gemeente in de Spaanse provincie Segovia in de regio Castilië en León met een oppervlakte van 16,38 km². Collado Hermoso telt 136 inwoners (1 januari 2016).

## Demografische ontwikkeling
Bron: INE, 1857-2011: volkstellingen